# Anna Hasselborg
Anna Hasselborg (født 5. maj 1989 i Stockholm) er en svensk curlingspiller. Hun var skipper for det svenske hold, der vandt Junior World Cup i curling 2010.

## Karriere

### Junior
Hasselborg fik sin internationale debut, da hun satte tredje sten for Niklas Edin under EM i curling for blandede hold i 2008. Det svenske hold endte derefter på en tredjeplads. 
I 2009 deltog hun i sit første junior-verdensmesterskab i curling, derefter som skipper, og kom på en sjetteplads. Året efter vandt Sverige Junior World Cup, da Hasselborgs hold slog det canadiske hold anført af Rachel Homan med cifrene 8-3.
Hasselborg var også skipper, da Sverige kom på en 5. plads under Winter Universiaden 2013 .

### Senior
Som skipper har Hasselborg vundet tre mesterskaber under World Curling Tour, et i 2011 og to i 2016.
Hun førte også det svenske hold til en femteplads under EM i curling 2014.
Hasselborg fik sin olympiske debut som skipper for det svenske hold under vinter-OL 2018.
Hun tog guld under vinter-OL 2018.
Under vinter-OL 2022 i Beijing tog hun bronze.